# Eccellenza Marche 1994-1995
Il campionato italiano di calcio di Eccellenza regionale 1994-1995 è stato il quarto organizzato in Italia. Rappresenta il sesto livello del calcio italiano.
Questo è il campionato organizzato dal Comitato Regionale Marche.

## Squadre partecipanti
| Squadra                    | Città (provincia)             |
| -------------------------- | ----------------------------- |
| S.S. Audax Calcio Piobbico | Piobbico (PU)                 |
| A.S. Biagio Nazzaro        | Chiaravalle (AN)              |
| U.S. Castelfrettese        | Falconara Marittima (AN)      |
| S.S. Cerreto               | Cerreto d'Esi (AN)            |
| U.S. Conad Lucrezia Calcio | Cartoceto (PU)                |
| Pol. Lunano                | Lunano (PU)                   |
| U.S. Montegiorgese         | Montegiorgio (AP)             |
| Montegranaro Calcio        | Montegranaro (AP)             |
| S.S. Monturanese Calcio    | Monte Urano (AP)              |
| S.S. Real Montecchio       | Sant'Angelo in Lizzola (PU)   |
| Sambenedettese Calcio      | San Benedetto del Tronto (AP) |
| U.S. Truentina             | Castel di Lama (AP)           |
| Urbania Calcio             | Urbania (PU)                  |
| A.S. Urbino                | Urbino (PU)                   |
| Vadese Calcio              | Sant'Angelo in Vado (PU)      |
| S.S. Vis Stella            | Monsampolo del Tronto (AP)    |

## Aggiornamenti
Parteciparono al torneo 16 società: 5 erano state promosse dal campionato di Promozione: l'Audax Piobbico, di ritorno dopo una stagione e la Castelfrettese che ritornava sul massimo palcoscenico regionale dopo due, avevano già militato in Eccellenza; Montegiorgio, Truentina Castel di Lama e Vis Stella invece si affacciarono per la prima volta nel giovane torneo. Per la prima volta non c'erano state retrocessioni di squadre marchigiane, a completare l'organico venne ammessa la nuova società della Sambenedettese che non si era iscritta in Serie C1.
Proprio la formazione rivierasca vinse comodamente il campionato precedendo la Vis Stella. La sorprendente matricola giallonera vincerà anche gli spareggi nazionali ottenendo una storica promozione in Serie D. Dall'altro lato della graduatoria caddero in Promozione l'Urbino, il Cerreto e il Lunano.

## Classifica finale
|  | Pos. | Squadra         | Pt | G  | V  | N  | P  | GF | GS | DR  |
|  | ---- | --------------- | -- | -- | -- | -- | -- | -- | -- | --- |
|  | 1.   | Sambenedettese  | 42 | 30 | 14 | 14 | 2  | 35 | 15 | +20 |
|  | 2.   | Vis Stella      | 37 | 30 | 11 | 15 | 4  | 25 | 15 | +10 |
|  | 3.   | Monturanese     | 35 | 30 | 12 | 11 | 7  | 38 | 31 | +7  |
|  | 4.   | Real Montecchio | 35 | 30 | 12 | 11 | 7  | 30 | 23 | +7  |
|  | 5.   | Truentina       | 34 | 30 | 11 | 12 | 7  | 36 | 25 | +11 |
|  | 6.   | Lucrezia        | 34 | 30 | 13 | 8  | 9  | 38 | 30 | +8  |
|  | 7.   | Castelfrettese  | 32 | 30 | 10 | 12 | 8  | 31 | 29 | +2  |
|  | 8.   | Urbania         | 30 | 30 | 10 | 10 | 10 | 30 | 24 | +6  |
|  | 9.   | Biagio Nazzaro  | 28 | 30 | 5  | 18 | 7  | 19 | 24 | -5  |
|  | 10.  | Vadese          | 28 | 30 | 8  | 12 | 10 | 24 | 33 | -9  |
|  | 11.  | Montegiorgese   | 27 | 30 | 8  | 11 | 11 | 23 | 23 | 0   |
|  | 12.  | Montegranaro    | 27 | 30 | 7  | 13 | 10 | 25 | 27 | -2  |
|  | 13.  | Audax Piobbico  | 26 | 30 | 8  | 10 | 12 | 32 | 36 | -4  |
|  | 14.  | Urbino          | 24 | 30 | 7  | 10 | 13 | 20 | 33 | -13 |
|  | 15.  | Cerreto         | 22 | 30 | 4  | 14 | 12 | 20 | 39 | -19 |
|  | 16.  | Lunano          | 19 | 30 | 5  | 9  | 16 | 31 | 50 | -19 |